# Cantón de Saint-Gervais-les-Bains
El cantón de Saint-Gervais-les-Bains era una división administrativa francesa que estaba situada en el departamento de Alta Saboya y la región de Ródano-Alpes.

## Composición
El cantón estaba formado por tres comunas:
- Les Contamines-Montjoie
- Passy
- Saint-Gervais-les-Bains

## Supresión del cantón de Saint-Gervais-les-Bains
En aplicación del Decreto n.º 2014-153 de 13 de febrero de 2014, el cantón de Saint-Gervais-les-Bains fue suprimido el 22 de marzo de 2015 y sus 3 comunas pasaron a formar parte del nuevo cantón de Mont-Blanc.